# Noor-Eesti

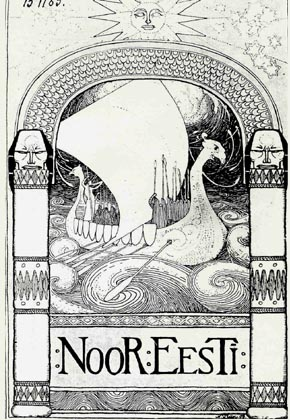
Portada de l'antologia de la Jove Estònia, publicada el 1905.

Jove Estònia (estonià: Noor-Eesti) va ser un grup literari neoromàntic establert al voltant del 1905 i liderat pel poeta Gustav Suits i l'escriptor de contes Friedebert Tuglas. Altres membres del grup incloïen Villem Grünthal-Ridala i Johannes Aavik. Gustav Suits va articular la ideologia del grup de la següent manera:
"El que impulsa i exalta la humanitat és l'educació. El nostre lema és: Més cultura! Més cultura europea! Continuem sent estonians, però convertim-nos també en europeus. Volem descobrir les idees i les formes cap a les quals ens impulsen el nostre esperit, caràcter i necessitats nacionals d'una banda, i la cultura europea de l'altra."
El programa estètic del grup seguia les tendències de la literatura finlandesa, francesa, alemanya, escandinava i italiana de l'època, comprenent elements de l'impressionisme, el simbolisme i l'expressionisme. La Revolució Russa de 1917 va dispersar els membres del moviment, i alguns van fugir a l'exili. El grup també va funcionar com a editorial i va publicar cinc antologies de la Jove Estònia entre el 1905 i el 1915.